# Nana Kwasi Asare
Nana Akwasi Asare (Kumasi, 11 de julho de 1986) é um futebolista profissional ganês que atua como meia-atacante.

## Carreira
Nana Akwasi Asare fez parte do elenco da Seleção Ganesa de Futebol na Campeonato Africano das Nações de 2008.

## Títulos
Gana
- Campeonato Africano das Nações: 2008 3º Lugar.